# Warus (Szmarin)
Warus, imię świeckie: Piotr Aleksiejewicz Szmarin (ur. 29 września?/11 października 1880 w Nowo-Sitowce, zm. 23 września 1938 w Karłagu) – rosyjski biskup prawosławny. 

## Życiorys
Pochodził z rodziny chłopskiej; był jednym z trzynaściorga dzieci Aleksieja i Marfy Szmarinych i z dwojga tych, które przeżyły dzieciństwo. W wieku kilku lat stracił ojca. Czteroklasową szkołę wiejską mógł ukończyć dzięki pomocy miejscowego prawosławnego proboszcza. Umożliwił on mu również ukończenie gimnazjum w Tambowie i seminarium nauczycielskiego w Nowo-Aleksandrowce, gdy nastoletni Piotr Szmarin obiecał, że zostanie w przyszłości duchownym. W 1904 ożenił się z Kławdiją Strielnikową. 21 marca 1904 przyjął święcenia diakońskie.
W 1910 przełożeni diakona Piotra Szmarina nakazali mu udanie się na misję do Ameryki lub podjęcie służby w eparchii fińskiej i wyborskiej. Pod wpływem rodziny duchowny zdecydował o wyjeździe do Wielkiego Księstwa Finlandii i 28 października 1910 przyjął święcenia kapłańskie, by móc został proboszczem parafii na wyspie Manczinsaari na jeziorze Ładoga. Oprócz pracy duszpasterskiej amatorsko zajmował się medycyną, lecząc w prostych przypadkach członków swojej rodziny i mieszkańców okolicznych wsi. Utrzymywał kontakty z mnichami pobliskiego monasteru Wałaam. Po kilku latach został przeniesiony do parafii w pobliżu Wyborga, gdy urodzili mu się kolejni trzej synowie (miał już wcześniej dwie córki i syna). 
Po odłączeniu się Finlandii od Imperium Rosyjskiego ks. Szmarin z rodziną wyjechał do Piotrogrodu, żonę odwiózł następnie do Nowo-Sitowki. W 1918 Kławdija Szmarina zmarła na tyfus. Pięciorgiem dzieci Szmarinów zaopiekowała się matka zmarłej Anna Strielnikowa, zaś córką Kławdiją - krewni z Lipiecka. Ks. Szmarin został proboszczem parafii w Tiutczewie. Kilkakrotnie był zatrzymywany i nakłaniany do zrzeczenia się święceń kapłańskich, za każdym razem jednak odmawiał. W 1924 został uwięziony w Łebiedianach; ponownie odmówił rezygnacji z kapłaństwa. 
20 sierpnia 1926 złożył wieczyste śluby mnisze, przyjmując imię Warus, następnie zaś został wyświęcony na biskupa lipieckiego, wikariusza eparchii woroneskiej. Jako biskup zwalczał wpływy Żywej Cerkwi w Lipiecku i sąsiadujących rejonach. W latach 20. jego najstarszy syn Nikołaj, również kapłan prawosławny, został skazany na trzy lata łagru, zaś trzej młodsi synowie zmarli na gruźlicę. 
Aresztowany w czerwcu 1935 na podstawie fałszywych zeznań jednego z duchownych parafii w Studienkach, został skazany na osiem lat więzienia. Do marca 1936 przebywał w więzieniu w Miczurińsku, następnie został skierowany do Karłagu. Z powodu złego stanu zdrowia (zapalenie mięśnia sercowego) został zwolniony z pracy fizycznej i przeniesiony na stanowisko księgowego. Do 1938 przebywał w baraku razem z innymi więźniami politycznymi, jednak został przeniesiony do baraku więźniów kryminalnych. 23 września 1938 został przez nich zabity. 
W 2000 kanonizowany jako jeden z Soboru Świętych Nowomęczenników i Wyznawców Rosyjskich.